# Гленн Годдл
Гленн Годдл (англ. Glenn Hoddle, нар. 27 жовтня 1957, Гейс, Лондон, Велика Британія) — у минулому англійський футболіст та футбольний тренер; атакувальний півзахисник, а згодом головний тренер низки англійських футбольних клубів та збірної Англії.
Наразі — футбольний експерт на супутниковому каналі телебачення SKY TV. Засновник Академії Гленна Годдла, яка працює з молодими футболістами, які були визнані безперспективними на рівні клубних футбольних шкіл та академій Англії.

## Клубна кар'єра
Вихованець футбольної школи команди «Вотфорд» з передмістя Лондона. Згодом перейшов до молодіжної команди «Тоттенгем Готспур», у 17-річному віці дебютував у складі головної команди клубу. Загалом у складі «Тоттенгема» провів 12 сезонів, переживши з командою і падіння сезону 1977—78, по результатах якого команда залишила перший, найвищий на той час, дивізіон чемпіонату Англії, і злет 1984 року, в якому було здобуто Кубок УЄФА. Крім європейського трофею, виступаючи за «Тоттенгем», Годл також став володарем Кубка Англії (двічі у 1981 та 1982), а також Суперкубка Англії (у 1981). Лише у матчах чемпіонату у складі «Тоттенгема» провів 377 матчів, відзначився 88 голами.
1987 року гравець залишив «Тоттенгем» та переїхав до Франції, де вже по результатах першого сезону, проведеного у складі «Монако» став чемпіоном країни. Іншим трофеєм, здобутим у складі «Монако», став завойований у 1991 році Кубок Франції. Того ж року 33-річний Годл повернувся до Англії, де протягом наступних чотирьох років продовжував виходити на футбольне поле, але вже як граючий тренер, спочатку у «Свіндон Тауні», а згодом у «Челсі». 

## Виступи за збірні
Годл викликався до збірних команд Англії на юнацькому та молодіжному рівні. У складі національної збірної Англії дебютував у листопаді 1979 року у матчі проти збірної Болгарії, у ході якої відзначився забитим голом.
Усього за головну команду Англії протягом 1979—1988 років провів 53 гри, забив 8 м'ячів. У складі збірної брав участь у чемпіонатах світу 1982 та 1986 років, чемпіонатах Європи 1984 та 1988 років.

## Тренерська кар'єра
Після виступів у чемпіонаті Франції 1991 року Годл повернувся до Англії, де, провівши тренувальні збори разом із лондонським «Челсі», погодився на пропозицію розпочати тренерську кар'єру як граючий тренер клубу «Свіндон Таун». На час приходу Годла клуб боровся за виживання у другому за ієрархією дивізіоні англійського чемпіонату, а вже за два сезони виборов путівку до Прем'єр-ліги. Цей успіх зробив 36-річного Годла одним з найбажаніших молодих англійських тренерів, у послугах якого були зацікавлені найкращі клуби чемпіонату.
1993 року Годл зробив свій вибір на користь «Челсі», тренером якого він залишався до 1996 року, до 1995 року також продовжуючи виходити на поле як гравець. Найвищим досягненням на тренерському містку лондонського клубу став фінал Кубка Англії у 1994 році та півфінал Кубка володарів кубків УЄФА наступного сезону.
1996 року молодий тренер прийняв пропозицію очолити національну збірну Англії. Під керівництвом Годдла збірна пройшла кваліфікацію до чемпіонату світу 1998 року, у фінальній частині якого дійшла до стадії 1/8 фіналу, на якій програла по пенальті збірній Аргентини. Після невдалого старту відбірного циклу до чемпіонату Європи 2000 року та скандалу, викликаного неетичними висловлюваннями Годла щодо інвалідів, його контракт з футбольною асоціацією Англії у лютому 1999 року було розірвано. 
Протягом 2000—2001 років Годл працював з клубом «Саутгемптон», на чолі якого йому вдалося виконати завдання утриматися у Прем'єр-лізі. 2001 року повернувся до клубу «Тоттенгем Готспур», з яким була пов'язана значна частина його кар'єри гравця. Під керівництвом Годла «Тоттенгем» провів два посередніх сезони, фінішуючи у середині турнірної таблиці, значно нижче анонсованих завдань на сезон. Після невдалого початку третього сезону, на старті якого команда здобула лише 4 очки після 6 матчів, тренера було відправлено у відставку. Після річної перерви у тренерській кар'єрі у грудні 2004 року Годдл прийняв «Вулвергемптон Вондерерз», клуб який нещодавно втратив місце у Прем'єр-лізі і мав чітке завдання до неї повернутися. По результатах обох сезонів, проведених командою під керівництвом Годдла, це завдання залишалося невиконаним і у липні 2006 Годл подав у відставку.

## Титули та досягнення
- Чемпіон Європи (U-18): 1975

У складі «Тоттенгем Готспур»:
- Володар Кубка УЄФА: 1984
- Володар Кубка Англії: 1981, 1982
- Володар Суперкубка Англії: 1981

У складі «Монако»:
- Чемпіон Франції: 1988
- Володар Кубка Франції: 1991